# Суров (река)
Суров (бел. Сураў) — река в Белоруссии, протекает по территории Могилёвской области, правый приток реки Беседь. Длина реки — 49 км, площадь водосборного бассейна — 215 км², средний расход воды в устье 1,1 м³/с.
Название Суров происходит от иранского sūrava.
Река берёт начало у деревень Галичи и Завидовка в 25 км к юго-востоку от города Климовичи. Верхнее течение проходит по Климовичскому району, нижнее — по Костюковичскому. Генеральное направление течения — юг и юго-запад.
Течет по юго-восточной части Оршанско-Могилевской равнины. В верхнем течении называется Суровка. Долина преимущественно трапециевидная, шириной 0,5-1 км, местами до 1,5 км. Склоны умеренно крутые и крутые (высота 5-15 м), в нижнем течении обрывистые (высота до 8 м), местами изрезаны оврагами. Пойма прерывистая, преимущественно открытая, чередуется по берегам, заболоченная, шириной 0,2-0,5 км. Русло извилистое, свободно меандрирует, от истока на протяжении 8,4 км канализировано. Ширина реки в межень 2-6 м.
Крупных притоков не имеет, принимает сток из ручьёв и мелиорационных каналов.
Берега в основном безлесы, плотно заселены. Суров протекает сёла и деревни Галичи, Пислятино, Малашковичи, Казусевка, Суров, Заходы, Якубовка, Теханичи, Печары, Фроловка, Волынеж, Тупичино, Кривой Ров, Демидовичи, Вишенский, Заречье, Каничи.
Впадает в Беседь у села Каничи.